# كيم

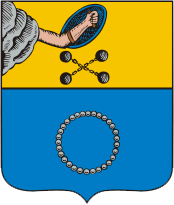

كيم (بالروسية: Кемь) هي إحدى مدن روسيا في الكيان الفدرالي الروسي جمهورية كاريليا.

## المناخ
يظهر الجدول التالي التغييرات المناخية على مدار السنة لكيم:
| البيانات المناخية لـكيم           | البيانات المناخية لـكيم | البيانات المناخية لـكيم | البيانات المناخية لـكيم | البيانات المناخية لـكيم | البيانات المناخية لـكيم | البيانات المناخية لـكيم | البيانات المناخية لـكيم | البيانات المناخية لـكيم | البيانات المناخية لـكيم | البيانات المناخية لـكيم | البيانات المناخية لـكيم | البيانات المناخية لـكيم | البيانات المناخية لـكيم |
| الشهر                             | يناير                   | فبراير                  | مارس                    | أبريل                   | مايو                    | يونيو                   | يوليو                   | أغسطس                   | سبتمبر                  | أكتوبر                  | نوفمبر                  | ديسمبر                  | المعدل السنوي           |
| --------------------------------- | ----------------------- | ----------------------- | ----------------------- | ----------------------- | ----------------------- | ----------------------- | ----------------------- | ----------------------- | ----------------------- | ----------------------- | ----------------------- | ----------------------- | ----------------------- |
| الدرجة القصوى °م (°ف)             | 8.7 (47.7)              | 6.5 (43.7)              | 12.0 (53.6)             | 19.6 (67.3)             | 29.2 (84.6)             | 31.1 (88.0)             | 32.6 (90.7)             | 31.8 (89.2)             | 25.6 (78.1)             | 16.6 (61.9)             | 11.4 (52.5)             | 6.9 (44.4)              | 32.6 (90.7)             |
| متوسط درجة الحرارة الكبرى °م (°ف) | −6.9 (19.6)             | −6.4 (20.5)             | −1.6 (29.1)             | 3.4 (38.1)              | 9.1 (48.4)              | 14.9 (58.8)             | 18.5 (65.3)             | 16.3 (61.3)             | 11.8 (53.2)             | 5.4 (41.7)              | −0.8 (30.6)             | −4.4 (24.1)             | 4.9 (40.8)              |
| المتوسط اليومي °م (°ف)            | −10.3 (13.5)            | −9.9 (14.2)             | −5.3 (22.5)             | −0.3 (31.5)             | 5.1 (41.2)              | 10.9 (51.6)             | 14.5 (58.1)             | 13.0 (55.4)             | 8.7 (47.7)              | 3.1 (37.6)              | −3.3 (26.1)             | −7.6 (18.3)             | 1.6 (34.9)              |
| متوسط درجة الحرارة الصغرى °م (°ف) | −14.1 (6.6)             | −13.5 (7.7)             | −9.1 (15.6)             | −4.1 (24.6)             | 1.7 (35.1)              | 7.1 (44.8)              | 11.2 (52.2)             | 9.8 (49.6)              | 5.9 (42.6)              | 0.7 (33.3)              | −5.9 (21.4)             | −10.9 (12.4)            | −1.8 (28.8)             |
| أدنى درجة حرارة °م (°ف)           | −40.3 (−40.5)           | −35.1 (−31.2)           | −32.5 (−26.5)           | −25.8 (−14.4)           | −12.2 (10.0)            | −2.6 (27.3)             | 2.0 (35.6)              | 0.6 (33.1)              | −4.1 (24.6)             | −17.0 (1.4)             | −26.3 (−15.3)           | −34.2 (−29.6)           | −40.3 (−40.5)           |
| الهطول مم (إنش)                   | 26 (1.0)                | 19 (0.7)                | 23 (0.9)                | 26 (1.0)                | 48 (1.9)                | 56 (2.2)                | 59 (2.3)                | 63 (2.5)                | 54 (2.1)                | 52 (2.0)                | 41 (1.6)                | 31 (1.2)                | 498 (19.6)              |
| المصدر: Pogoda.ru.net             |                         |                         |                         |                         |                         |                         |                         |                         |                         |                         |                         |                         |                         |